# 福建省福州铜盘中学
26°6′23.44″N 119°16′26.79″E / 26.1065111°N 119.2741083°E
福建省福州铜盘中学，简称铜盘中学、铜中 ，位于福州市鼓楼区铜盘路，是创办于1975年的一所完全中学。校园坐落于五凤山旁，左海湖畔，占地约20000平方米，校建筑面积24891平方米。2017年，学校教职工175人，初、高中教学班共48个，在校生有2252人。该中学为福建省二级达标学校。

## 历史沿革
学校办于1975年，最初是小学附设的初中班。2005年5月20日被福建省教育厅评为福建省三级级达标校，2010年2月10日被评为省二级达标校。
铜盘中学是军民双拥共建学校，周边有中国人民解放军福建省军区、福建省武警总队等众多军、警单位。学校多次与军队、武警、边防单位举行横向联谊会，还在师生中组织拥军活动。
在2008至2009学年度，铜盘中学被评为“福建省爱国拥军模范单位”。

## 教育情况
截至2017年，福州铜盘中学教职工175人，其中高级教师49人，中级教师87人、省市名优骨干教师47人。初、高中共设48个教学班，在校生2252人。
学校连续四届被评为“福建省文明学校”，先后获得“全国特色教育项目学校”“福建省爱国拥军模范单位”“福建省教学技能大赛优秀组织奖”“福建省心理健康教育特色校”“福州市基础教育改革先进学校”“福州市实施素质教育先进学校”“福建省五四红旗团委”“福州市德育先进学校”“福州市足球特色校”等30多项荣誉称号。

## 学园文化
该校设定了自己的校训、校风、教风、学风，以及其他愿景与口号。
校训：博学、敦行、求是、致远。
校风：严谨、勤奋、求实、文明。
教风：敬业、博学、爱生、奉献。
学风：勤勉、诚实、求真、创新。
办学思想：以尊敬唤起自尊，以成功重塑信心，用意志赢得荣誉，用规律提升成绩。
办学理念：各美其美，汇聚成长快乐；美人之美，共享教育幸福。
办学目标：办有特色的优质完全中学，为每一位学生成功人生奠基。
学生培养目标：基础扎实，素质全面，勤思好问，崇尚科学，心怀祖国，热爱人民，志向高远的社会主义建设者与接班人。
教师发展目标：爱岗敬业，为人师表，关爱学生，不断提高专业水平和教学能力，努力成为学生健康的建设者和引路人。
铜盘中学校歌由孙文超作词，骆季超作曲。